# Helena-Eugênia da Bulgária
Helena (em búlgaro:  Елена - Elena; n. 1170) foi a segunda esposa do tsar João Asen I da Bulgária e a mãe de João Asen II.

## História
Nada se sabe sobre seus antecedentes. Ela é por vezes creditada como sendo filha de Estêvão Nemânia, da Sérvia, mas esta relação é questionável e provocaria diversos impedimentos aos casamentos realizados entre seus descendentes. Ela se casou com João Asen em 1183 aos treze anos de idade. 
Deste casamento nasceram dois filhos:
- João Asen II da Bulgária, imperador entre 1218 e 1241.
- Alexandre (Aleksandăr), sebastocrator, morto depois de 1232. Ele teve um filho chamado Colomano, que reinou como imperador em 1256.

Depois do assassinato de João Asen I em 1196, Helena se retirou para um convento e adotou o nome monástico de "Eugênia" (em búlgaro:  Евгения - Evgenia). Sua memória é lembrada no Sinódico da Igreja Búlgara:
| “ | Para Helena, a nova e piedosa tsarina, mãe do grande tsar João Asen, adotou então uma imagem angélica e se chamou Eugênia, que sua memória viva para sempre. | ” |